# Piper stuebelii
Piper stuebelii är en pepparväxtart som beskrevs av William Trelease. Piper stuebelii ingår i släktet Piper och familjen pepparväxter. Inga underarter finns listade i Catalogue of Life.